# Northgate (Ohio)
Northgate es un lugar designado por el censo ubicado en el condado de Hamilton en el estado estadounidense de Ohio. En el Censo de 2010 tenía una población de 7377 habitantes y una densidad poblacional de 1.116,53 personas por km².

## Geografía
Northgate se encuentra ubicado en las coordenadas 39°15′11″N 84°35′34″O / 39.25306, -84.59278. Según la Oficina del Censo de los Estados Unidos, Northgate tiene una superficie total de 6.61 km², de la cual 6.55 km² corresponden a tierra firme y (0.82%) 0.05 km² es agua.

## Demografía
Según el censo de 2010, había 7377 personas residiendo en Northgate. La densidad de población era de 1.116,53 hab./km². De los 7377 habitantes, Northgate estaba compuesto por el 78.81% blancos, el 16.67% eran afroamericanos, el 0.12% eran amerindios, el 1.37% eran asiáticos, el 0.3% eran isleños del Pacífico, el 0.6% eran de otras razas y el 2.13% pertenecían a dos o más razas. Del total de la población el 1.31% eran hispanos o latinos de cualquier raza.